# Seututie 305
Pour les articles homonymes, voir Route 305.
La route régionale 305 (finnois : Seututie 305) est une route régionale circulant dans la conurbation de Hauho à Hämeenlinna.

## Description
La Seututie 305 dessert quelques villages dans son parcours de 16 kilomètres.
Elle est aussi appelée Hauhontie.

## Parcours

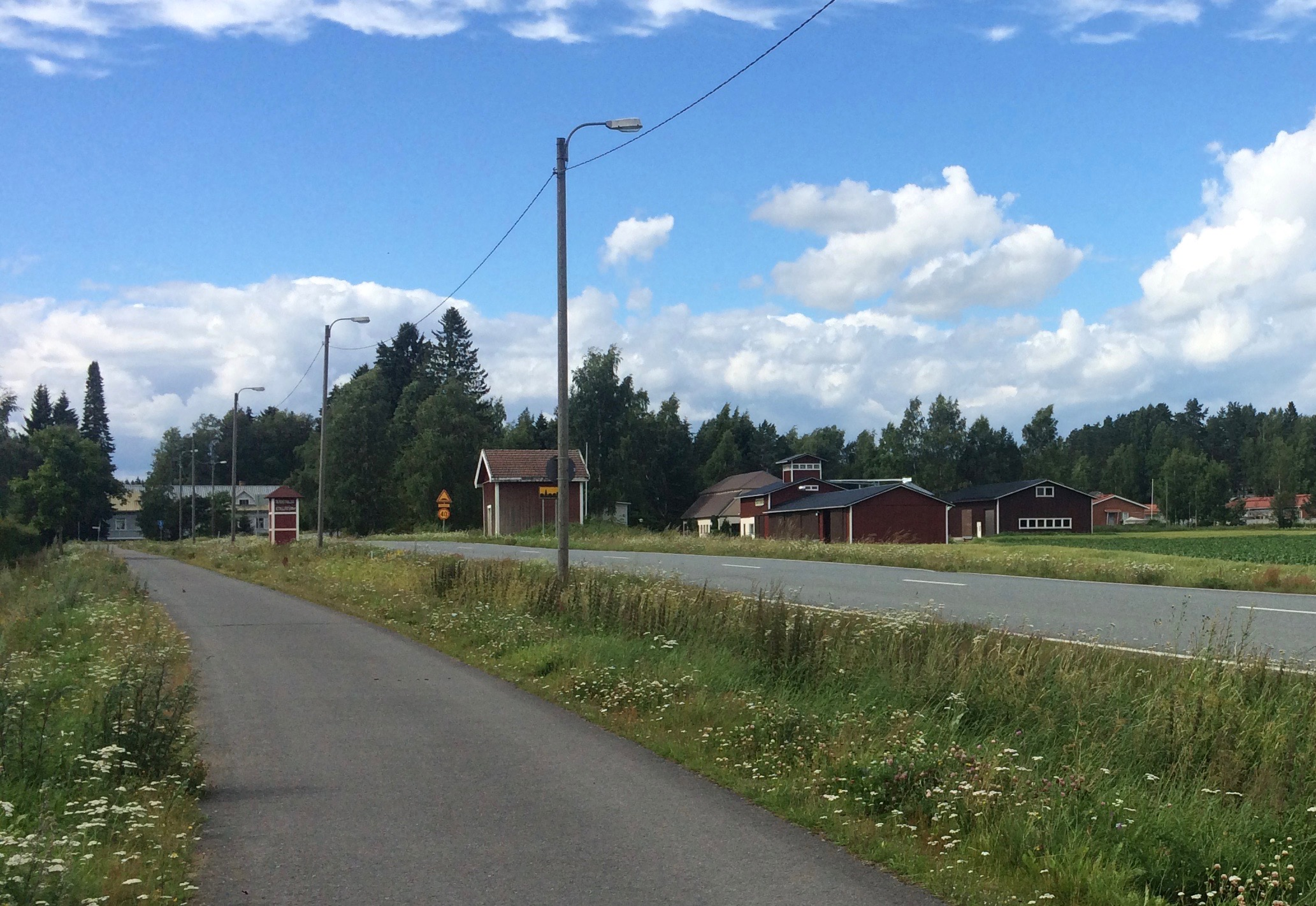
Le village Eteläinen de Hauho le long de la route régionale 305.

- Hauho, Hämeenlinna